# IC 5180
IC 5180 — галактика типу E (еліптична галактика) у сузір'ї Ящірка.
Цей об'єкт міститься в оригінальній редакції індексного каталогу.